# Coño
Coño è un singolo del cantante statunitense Jason Derulo e dei produttori musicali olandesi Puri e Jhorrmountain, pubblicato il 3 luglio 2020.

## Tracce
Testi e musiche di Jason Desrouleaux, Akshe Puri, Gilian Chen, Jhorano Plet, Julmar Simons e Shawn Charles.
Download digitale, streaming
1. Coño – 1:51

Download digitale, streaming – James Kennedy Remix
1. Coño (James Kennedy Remix) – 2:14

Download digitale, streaming – Lodato Remix
1. Coño (Lodato Remix) – 3:07

Download digitale, streaming – Henry Fong Remix
1. Coño (Henry Fong Remix) – 2:19

## Formazione
- Jason Derulo – voce
- Puri – produzione
- Jhorrmountain – produzione

## Classifiche
| Classifica (2020) | Posizione massima |
| ----------------- | ----------------- |
| Argentina         | 23                |
| Austria           | 42                |
| Belgio (Fiandre)  | 80                |
| Francia           | 61                |
| Germania          | 47                |
| Irlanda           | 82                |
| Paesi Bassi       | 62                |
| Regno Unito       | 55                |
| Svizzera          | 74                |